# Iglesia de San Gotardo en Corte
La iglesia de San Gotardo en Corte del Palacio Real (Chiesa di San Gottardo in Corte al Palazzo Reale en italiano) es un lugar de culto católico ubicado en el centro histórico de Milán en la vía Francesco Pecorari. Forma parte del complejo del Palacio Real de Milán y está incluido en el recorrido del Gran Museo de la Catedral de Milán.

## Historia
La iglesia fue construida hacia 1336 por orden del señor de Milán Azzone Visconti, junto a los palacios del poder nobiliario (hoy Palacio Real) y el palacio episcopal. La fábrica estaba ofrecida a la Virgen y dedicada a San Gotardo, tradicionalmente invocado como protector contra las dolencias que aquejaban a Azzone, cálculos y gota; y aquí es donde fue enterrado él mismo: el arca, diseñada por Giovanni di Balduccio, recuerda en su rica decoración la investidura de Azzone como vicario imperial por el emperador Luis el Bávaro.
El interior en su aspecto del siglo XIV se conoce gracias a la descripción detallada del fraile dominico Galvano Fiamma. Las paredes estaban decoradas con frescos rematados en lapislázuli y pan de oro con Historias de la Virgen. De la rica decoración, lo que se conserva a día de hoy es el gran fresco con la Crucifixión de la escuela de Giotto, originalmente colocado en el exterior de la iglesia y trasladado en 1952 a lo que era la contrafachada.
El aspecto exterior del edificio fue completamente transformado en la época neoclásica por el arquitecto Giuseppe Piermarini como parte de las obras de reorganización del palacio ducal (hacia 1770), cuando la entrada a la iglesia se trasladó hacia el lado sur (donde todavía se encuentra hoy). La fachada, que tenía perfil a dos aguas y tres vanos, fue eliminada en la nueva estructura que la sitúa junto al Palacio. El interior también sufrió importantes cambios en favor del gusto contemporáneo, visibles en las decoraciones monocromáticas, en la adopción de órdenes clásicos para las columnas y pilastras y en las paredes pintadas con marmorino en colores pastel que salieron a la luz gracias a la reciente restauración.
La capilla palatina, primero ducal, luego real (por lo tanto completamente exenta de la jurisdicción de la archidiócesis de Milán como iglesia palatina, al menos hasta el Concordato de 1929), es propiedad del municipio de Milán desde 1981 y, desde 2014, fue cedida para su uso a la Venerable Fábrica del Duomo de Milán. Oficiada en el culto católico, en 1986 fue erigida canónicamente en Rectoría dentro de la parroquia de Santa Tecla (Catedral de Milán).
El 5 de mayo de 2015, tras un importante proyecto de restauración llevado a cabo en tan sólo 9 meses, la Venerable Fábrica del Duomo de Milán reabrió la iglesia a la ciudad.

## Descripción

### Exterior

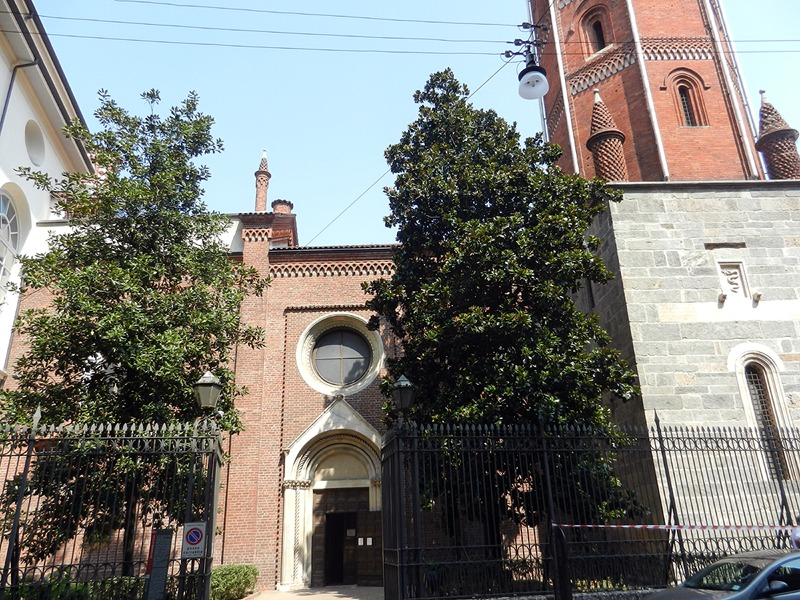
La entrada, en el lado derecho.

En su aspecto actual la iglesia mantiene las antiguas estructuras del siglo XIV, pero las necesidades de representación en el siglo XVIII sacrificaron la fachada y el atrio de enfrente al colocar la gran escalera del palacio contra la iglesia entre 1771 y 1775. A continuación se abrió el acceso a la iglesia por el lado sur y el portal se trasladó inicialmente al Castillo Sforzesco. A principios del siglo XX, bajo proyecto de Luigi Perrone y Calzecchi Onesti, se eliminó la intervención neoclásica lateral, se recuperó el ladrillo y se volvió a montar el portal original y el óculo superior, todavía apoyados en la escalera pero sin la decoración de barro.

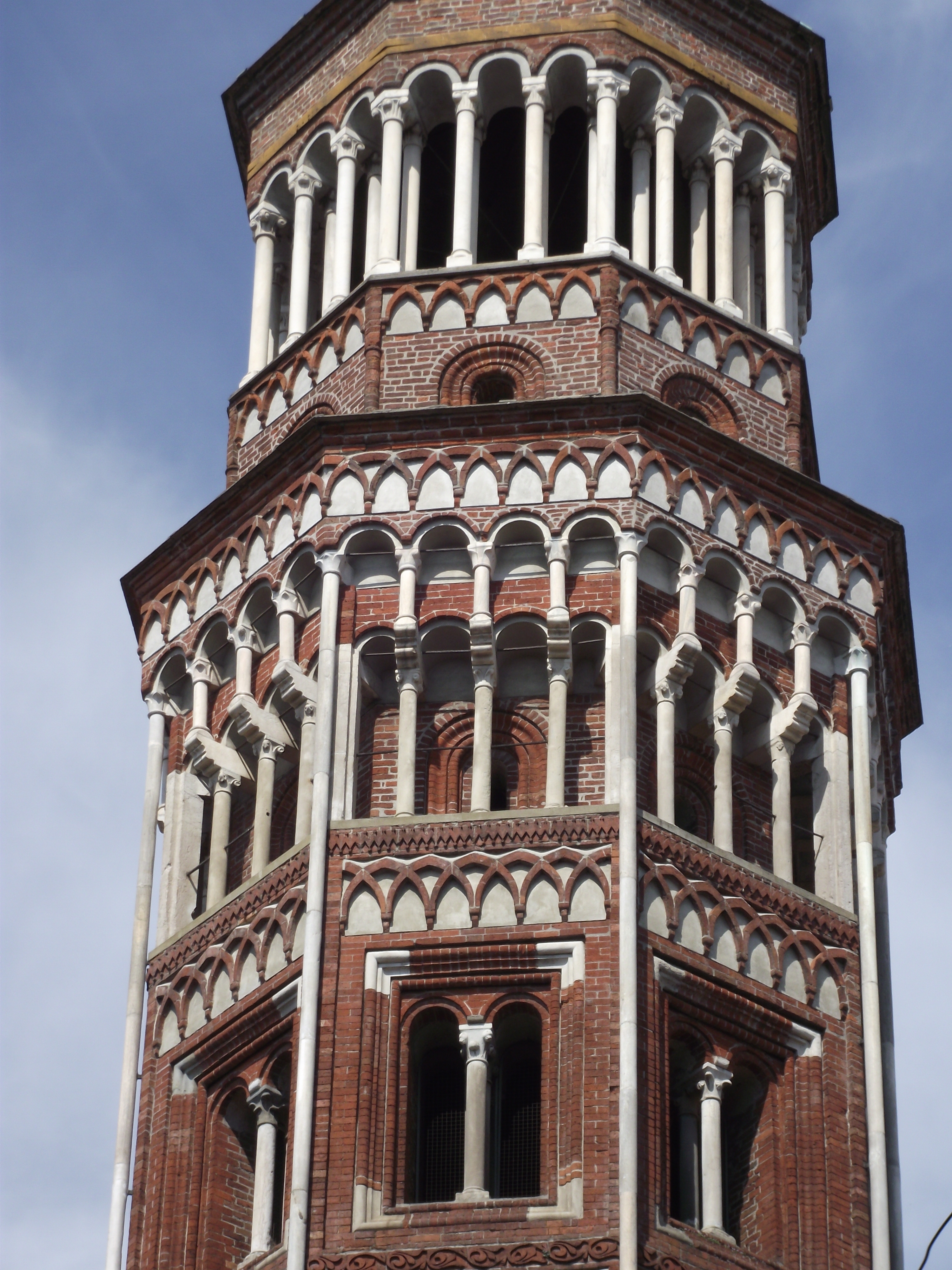
Detalle del campanario.

En el campanario se instaló el primer reloj de torre público de la ciudad, que originalmente marcaba 24 horas a partir de la primera hora después del atardecer. Una campana sonaba a primera hora de la noche, mientras que al atardecer había veinticuatro toques (el funcionamiento del reloj está descrito detalladamente por Fra' Galvano Fiamma, cronista de la época). El tiempo marcado acústicamente y el automatismo del mecanismo causaron tal revuelo que los alrededores recibieron el nombre de «Contrada delle Ore» (Distrito de las Horas).

### Campanario
El campanario ha conservado su estructura original. Sobre la base cuadrada de piedra destaca la estructura octogonal de ladrillo, con plantas ahusadas y capitel, de nombre «las Horas», ya que Azzone también lo dotó del primer reloj público de Milán y probablemente también de Italia. Se caracteriza por una densa puntuación arquitectónica creada con combinaciones de materiales y colores, terracota y mármol, utilizados en los marcos con arcos entrelazados que marcan los pisos inferiores del campanario y en las columnas de la parte superior. Estos elementos recuerdan la tradición gótica lombarda y en la base una placa recuerda el nombre del arquitecto responsable del edificio, el cremonese Francesco Pecorari.
En 1887 la torre fue objeto de un importante proyecto de restauración bajo la dirección de Luca Beltrami.

### Interior

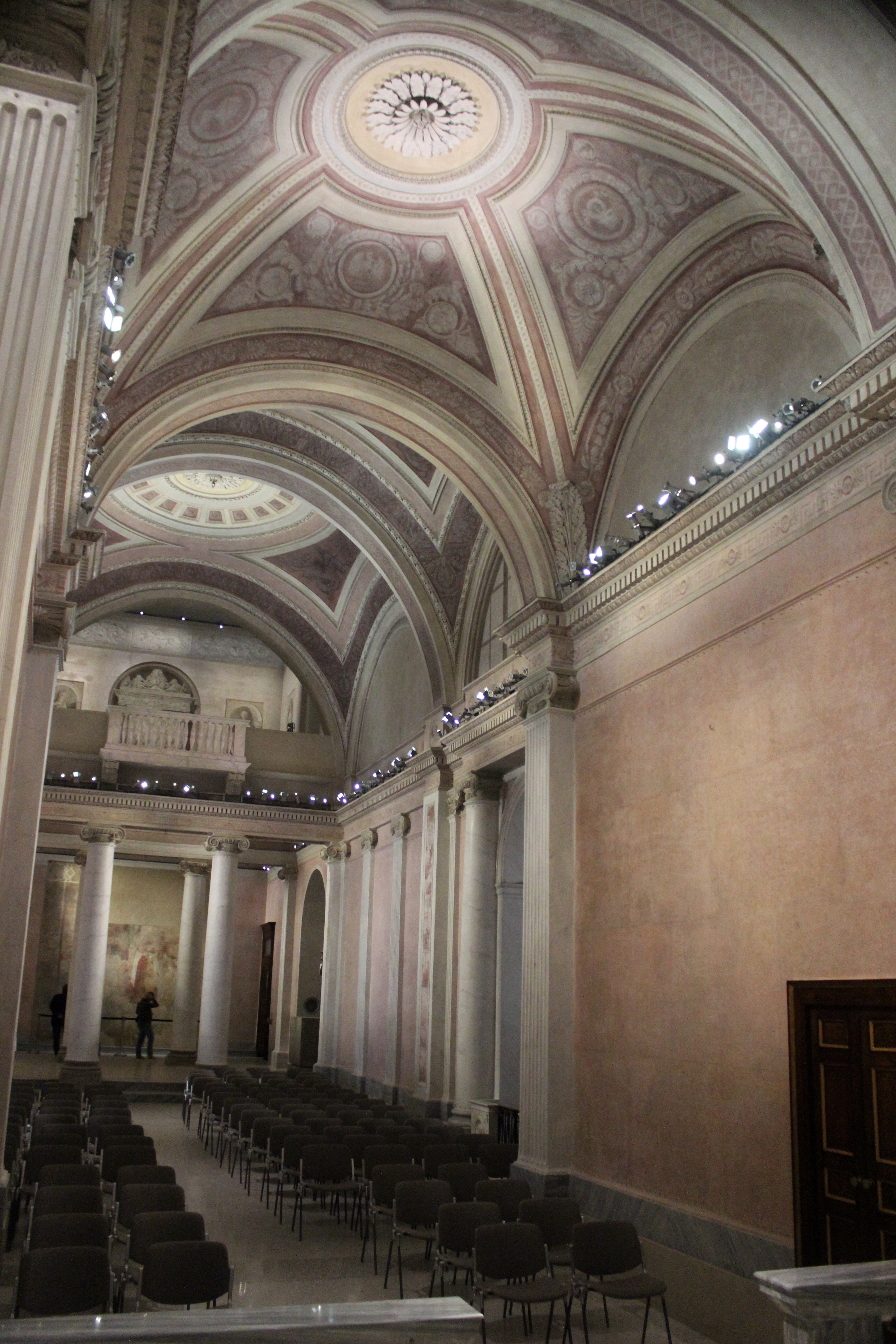
Interior hacia la contrafachada

El interior de la iglesia es de estilo neoclásico, resultado de intervenciones de finales del siglo XVIII.
La planta de la iglesia consta de una sala alargada formada por una sola nave de tres tramos, de los cuales el último se estrecha para dar paso simétricamente a la sacristía y al campanario, situados a sus lados. La bóveda, cubierta de frescos, es abovedada en los dos primeros tramos y de crucería en el último. En el centro de la nave se abren simétricamente dos capillas laterales poco profundas, cada una de las cuales contiene un altar policromado: la de la izquierda está coronada por el lienzo Maria Assunta in cielo de Giuliano Traballesi, mientras que la de la derecha es de San Gottardo Vescovo por Martín Knoller.
La nave tiene una parte anterior profunda; debajo del coro, que está sostenido por dos filas de columnas jónicas, en el muro de la contrafachada hay un fresco del siglo XIV que representa la Crucifixión, de la escuela de Giotto; éste fue encontrado en 1929 en la base del campanario y sufrió una rápida degradación hasta 1953, año en que fue retirado de su ubicación original, restaurado y colocado en el muro de contrafachada. En una hornacina en la parte delantera se encuentra el altar de la Madonna dei Spersi, obra en cobre plateado de Romano Rui.
El ábside finaliza con el presbiterio poligonal, cubierto por una cúpula octogonal con linterna. Las tres ventanas policromadas que dan luz a la sala fueron realizadas en el siglo XX y representan historias de las órdenes religiosas benedictina y dominicana. Cerca del muro central se encuentra el altar mayor de mármol policromado, originalmente coronado por el cuadro de Giovan Battista Crespi San Carlo Borromeo in Gloria. En la pared izquierda se ha recompuesto el monumento sepulcral de Azzone Visconti; Fue desmembrada a finales del siglo XVIII y entregada primero al Conde Anguissola y luego a la familia Trivulzio, quienes la donaron nuevamente a la iglesia en 1927.

## Galería de imágenes

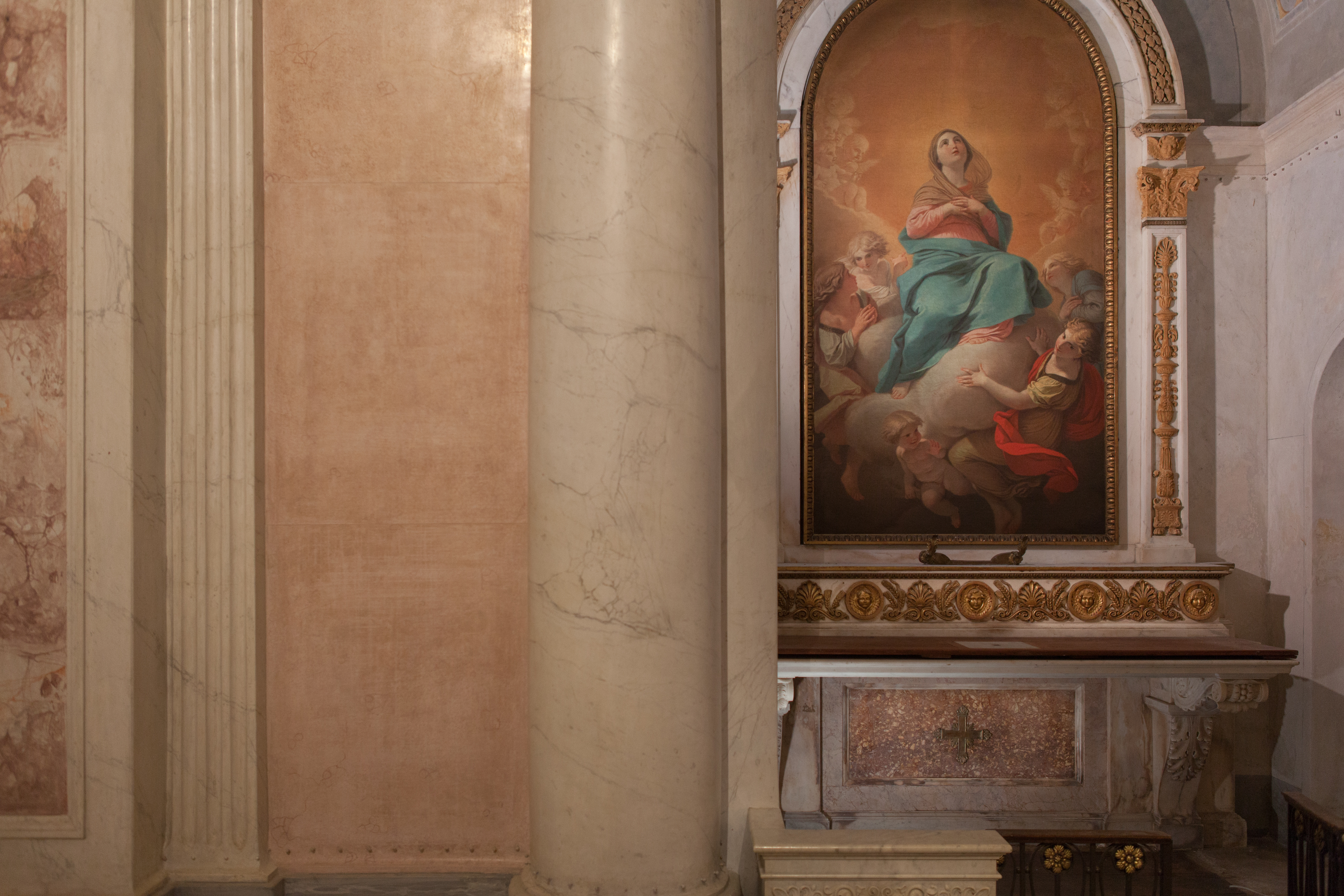
María Asunta, de Giuliano Traballesi.
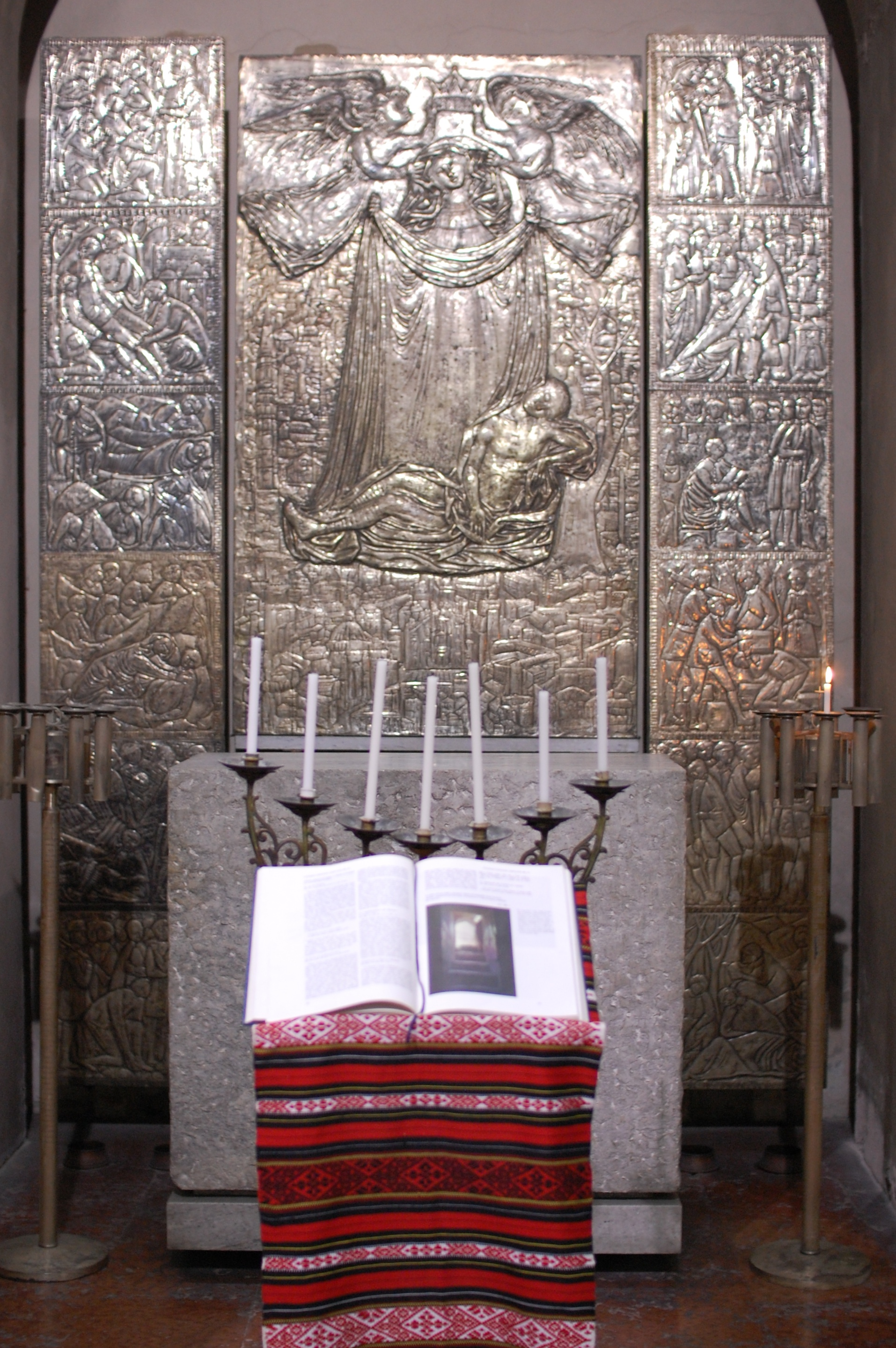
Virgen de los Desaparecidos, de Romano Ruí.
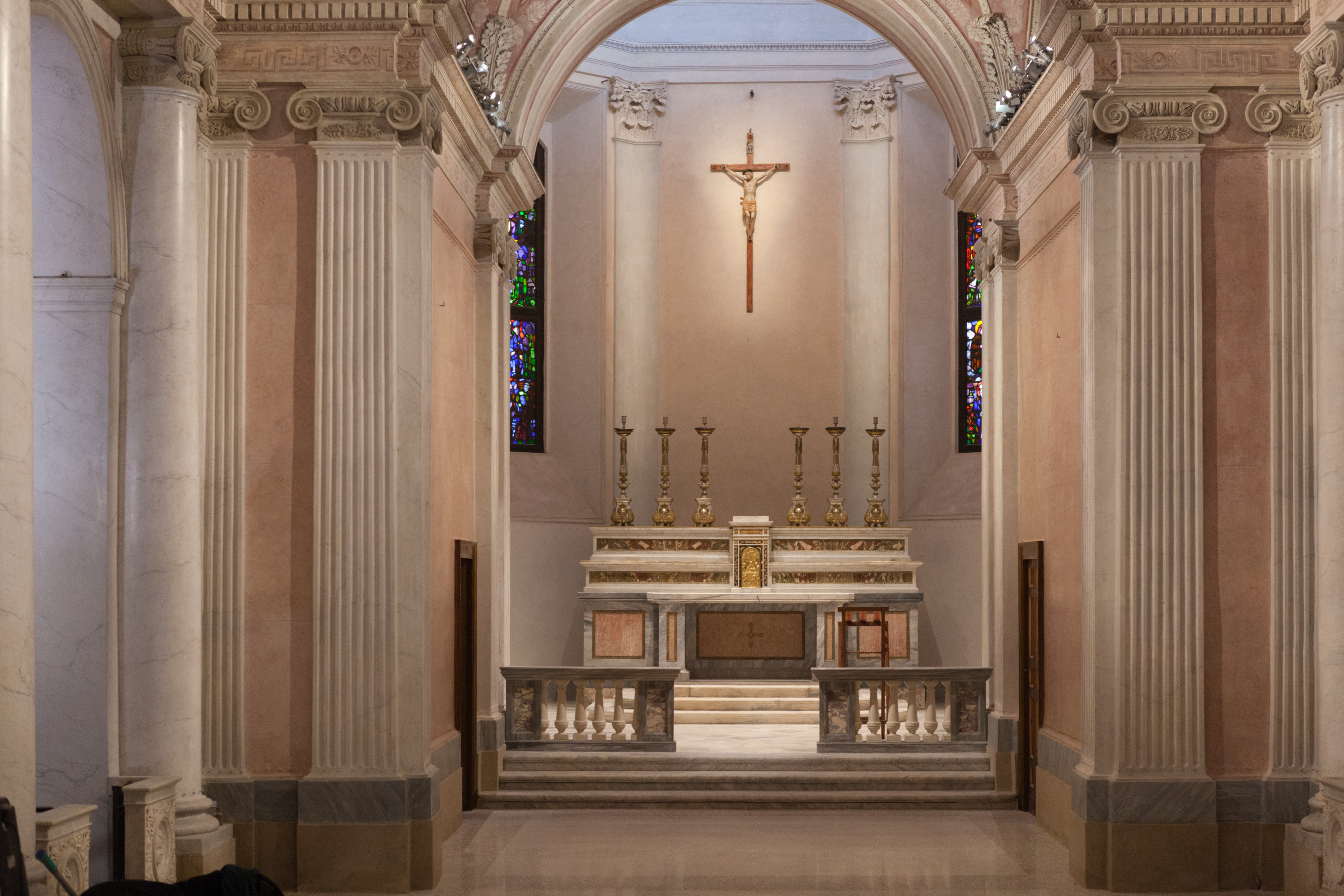
Ábside y altar mayor.
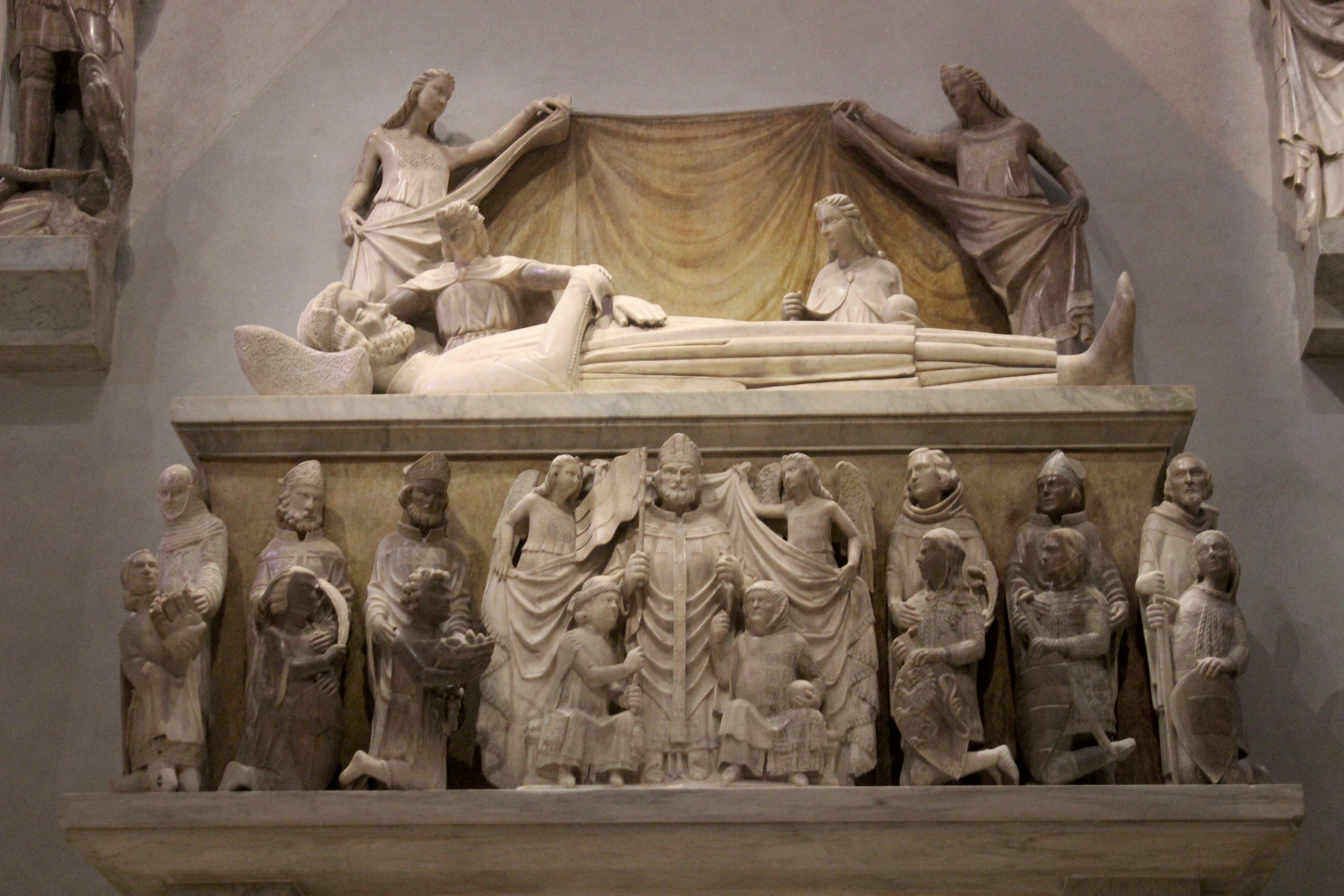
Monumento sepulcral de Azzone Visconti.